# Qionghai Bo'ao Airport
Qionghai Bo'ao Airport är en flygplats i Kina. Den ligger i prefekturen Qionghai Shi och provinsen Hainan, i den södra delen av landet, omkring 100 kilometer söder om provinshuvudstaden Haikou.
Närmaste större samhälle är Qionghai, 11,4 km norr om Qionghai Bo'ao Airport. Trakten runt Qionghai Bo'ao Airport består till största delen av jordbruksmark.
Genomsnittlig årsnederbörd är 2 298 millimeter. Den regnigaste månaden är september, med i genomsnitt 397 mm nederbörd, och den torraste är januari, med 27 mm nederbörd.